# Старое Суркино (Самарская область)
Старое Суркино — село в Шенталинском районе Самарской области в составе сельского поселения Васильевка.

## География
Находится на расстоянии примерно 16 километров по прямой на юг-юго-восток от районного центра станции Шентала. Через село протекает река Ермолей, впадающая возле села в реку Большой Суруш. На другой стороне Большого Суруша — деревня Новое Поле.
Гидроним Ермолей — искажённое в русской передаче эрзянское Эрямолей — «Река жизни».

## История
Село упоминается с середины XVIII века, после подавления восстания башкирских феодалов (1735—1740 гг.) кочевые племена были оттеснены на восток. На свободные земли переселились мордва, татары, чуваши.
Село было местом дислокации отряда крещёного татарина Гаврилы Давыдова при пугачевском восстании.
В 1895 году была открыта средняя школа, о чем свидетельствует Отчет Самарского Епархиального Комитета Православного Миссионерского Общества за 1895 год.
В 1911 году село находилось в составе Абтикеевской волости.
Обряд погребения у мордовского населения села схож с обрядами в некоторых селах Самарской области (Большой Толкай и Малый Толкай Похвистневского района, Новое Суркино Шенталинского района). В 2010-х продолжали на крышке гроба, на уровне лица покойного вырезать небольшое окошечко

## Население
| 2010 |
| ---- |
| 138  |

Постоянное население составляло 170 человек (мордва 50 %, русские 41 %) в 2002 году.

## Известные уроженцы
- Савельев Петр Иванович — ученый, доктор исторических наук, директор Института управленческих технологий и аграрного рынка Самарской государственной сельскохозяйственной академии[8].